# Spirurina
Spirurina ist eine Unterordnung der Rollschwänze mit über 3000 Arten in 312 Gattungen. Es sind Parasiten im Darm oder anderer Organe bei allen Wirbeltierklassen. Sie haben einen Wirbellosen als Zwischenwirt.

## Merkmale
Die Larven tragen gewöhnlich Kopfhaken oder Dornen. Die Phasmiden sind porenartig und daher unauffällig. Die Ösophagusdrüsen sind mehrkernig.

## Systematik
Hodda (2012) gliedert die Unterordnung in 22 Familien in 10 Überfamilien:
- Camallanoidea Railliet & Henry, 1915 (Travassos, 1920) 
  - Camallanidae Railliet & Henry, 1915
  - Physalopteridae Railliet, 1893 (Leiper, 1908)
- Rictularoidea Hall, 1916 (Anderson, Chabaud & Wilmott, 1974)
  - Rictulariidae Hall, 1916 (Railliet, 1916)
- Thelazioidea Railliet, 1910 (Sobolev, 1949)
  - Thelaziidae Railliet, 1910
  - Rhabdochonidae Travassos, Artigas & Pereira, 1928 (Skrjabin, 1946)
  - Pneumospiruridae Wu & Hu, 1938
- Spiruroidea Oerley, 1885 (Railliet & Henry, 1915) 
  - Gongylonematidae Hall, 1916 (Sobolev, 1949)
  - Spiruridae Oerley, 1885
  - Spirocercidae Chitwood & Wehr, 1932 (Chabaud, 1975)
  - Hartertiidae Quentin, 1970 (Chabaud, 1975)
  - Tricheilidae Wang & Wang, 1991
- Habronematoidea Chitwood & Wehr, 1932 (Anderson, Chabaud & Wilmott, 1974)
  - Cystidicolidae Skrjabin, 1946 (Skrjabin, Shikhobalova & Sobolev, 1949)
  - Hedruridae Petter, 1971
  - Habronematidae Chitwood & Wehr, 1932 (Ivashkin, 1961)
  - Tetrameridae Travassos, 1914
- Acuarioidea Railliet, Henry & Sisoff, 1912 (Sobolev, 1949) 
  - Acuariidae Railliet, Henry & Sisoff, 1912 (Chabaud, 1975)
- Filarioidea Weinland, 1858 (Chabaud & Anderson, 1959)
  - Filariidae Weinland, 1858 (Cobbold, 1879)
  - Onchocercidae Leiper, 1911 (Chabaud & Anderson, 1959)
- Aproctoidea Yorke & Maplestone, 1926 (Chabaud, 1975)
  - Aproctidae Yorke & Maplestone, 1926 (Skrjabin & Schikhobalova, 1945)
  - Desmidocercidae Cram, 1927
- Diplotriaenoidea Skrjabin, 1916 (Anderson, 1958)
  - Diplotriaenidae Skrjabin, 1916 (Anderson, 1958)
- Lucionematoidea Moravec, Molnar & Szekely, 1998 (Hodda, 2011)
  - Lucionematidae Moravec, Molnar & Szekely, 1998